# 1966
Cette page concerne l'année 1966 (MCMLXVI) en chiffres romains) du calendrier grégorien.
L'année 1966 est une année commune qui commence un samedi.

## En bref
- 3-15 janvier : conférence tricontinentale à La Havane (plus de 500 délégués) convoquée par Fidel Castro afin de créer un réseau de solidarité révolutionnaire entre les peuples du tiers monde[1].
- 18 avril : début de la révolution culturelle en Chine.
- 28 juin : coup d’État militaire en Argentine.
- 29 août : à San Francisco (États-Unis), dernier concert du groupe britannique The Beatles qui abandonne la scène et les tournées[2].
- 2 décembre : réélection de U Thant comme secrétaire général de l’ONU[3].
- 16 décembre : les Nations unies proclament le Pacte international relatif aux droits économiques, sociaux et culturels et le Pacte international relatif aux droits civils et politiques[4].
- 21 décembre : signature de la Convention internationale sur l’élimination de toutes les formes de discrimination raciale (entrée en vigueur le 4 janvier 1969)[5].

## Événements

### Afrique
- 3 janvier : en Haute-Volta, un soulèvement populaire conduit le premier président Maurice Yaméogo à démissionner. Le colonel Aboubacar Sangoulé Lamizana devient président de la république au nom de l’armée[6].
- 4 janvier, Centrafrique : après son coup d’État du 31 décembre 1965, le général Jean-Bedel Bokassa dissout le Parlement et suspend la Constitution[7].
- 14-15 janvier : le président du Nigeria Nnamdi Azikiwe est renversé à la suite d’un putsch sanglant, premier d’une série de coups d’État successifs. Un Igbo, le général Johnson Aguiyi-Ironsi prend le pouvoir (fin le 29 juillet)[8].
- 21 janvier : gouvernement Houphouët-Boigny IV en Côte d’Ivoire[9].
- 22 février-2 mars : le Premier ministre Milton Obote prend le pouvoir en Ouganda à la suite d’un coup d’État contre le kabaka (roi) du Bouganda Mutesa et se proclame président[10]. Le 24 février , Milton Obote suspend la constitution et 2 mars s’attribue la totalité du pouvoir. Le 15 avril, une nouvelle constitution abolit le statut fédéral de l’Ouganda et réduit le pouvoir des institutions traditionnelles[11].
- 24 février : Kwame Nkrumah, alors en voyage en Chine, est déposé par un coup d’État militaire au Ghana[12]. Le général Joseph Arthur Ankrah devient président du Conseil national de libération du Ghana.

- 1er mars : création d’un Conseil de défense de la révolution au Mali[13].
- 30 mars : les élections générales sud-africaines renforcent la majorité parlementaire du Parti national du premier ministre Hendrik Verwoerd[14].
- 13 mai : accord culturel sino-malien[15] ; la Chine accorde un nouveau prêt au Mali et envoie de nouveaux assistants techniques[16].

- 20 mai : le kabaka Mutesa, réfugié à Kampala dans son palais de Mengo, déclare le Bouganda indépendant de l’Ouganda ; Milton Obote envoie les troupes ougandaises fédérales conduites par Idi Amin Dada écraser la rébellion des Baganda les 23 et 24 mai. Mutesa parvient à fuir en Angleterre[17].
- 24 mai : le général Ironsi annonce sans aucune consultation préalable l’abolition du système fédéral et établit une république unitaire au Nigeria[18] ; les chefs traditionnels du Nord protestent, puis en mai-juin commencent les massacres d’Igbos au nord du pays, qui font plus de 30 000 morts. Début de l’exode des Igbos du Nord vers la région orientale[8].

- 30 mai : au Congo-Léopoldville, le Président Mobutu annonce à la radio l’échec de la « conjuration de la Pentecôte ». Les responsables présumés, en faveur du remplacement du régime militaire par un gouvernement civil, sont pendus en public devant des centaines de milliers de spectateurs le 2 juin[19].

- 7 juin : au Congo-Léopoldville, Joseph-Désiré Mobutu promulgue la « Bakajika », précisant le régime juridique foncier en vertu duquel « le sol et le sous-sol appartiennent à l’État congolais »[20].
- 13 juin : fusion du Parti du rassemblement africain avec l’UPS (Union progressiste sénégalaise) qui devient parti unique de fait au Sénégal[21].
- 22 juin, Guerre civile tchadienne : Ibrahim Abatcha crée le Front de libération nationale du Tchad (Frolinat) à Nyala, une ville du Sud du Darfour[22].
- 27 juin : la charte de l’OCAM (Organisation commune africaine et malgache) est adoptée à Tananarive[23].
- 30 juin : Léopoldville est officiellement renommée Kinshasa[24] ; Lumumba est proclamé héros national du Congo[25].

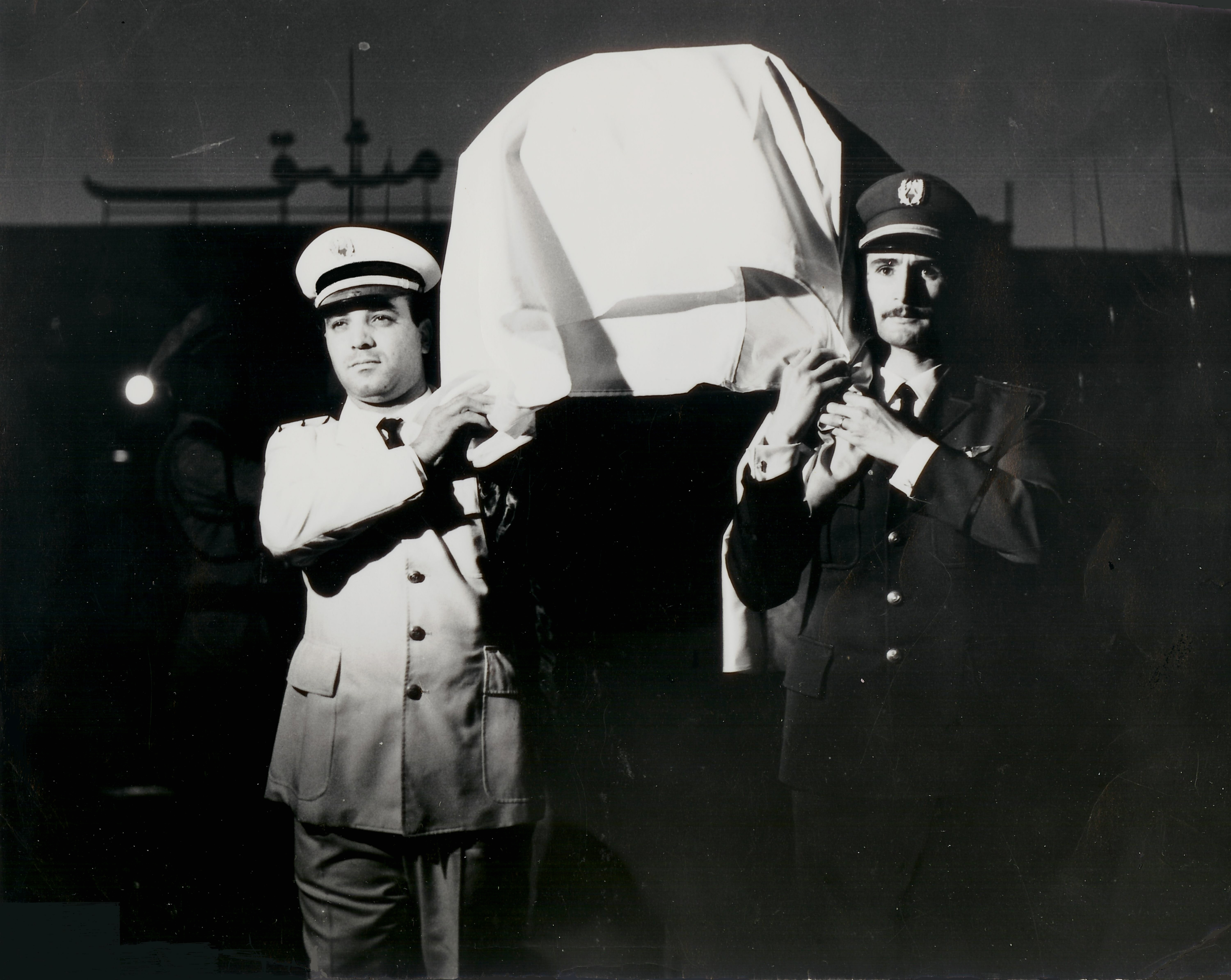
5 juillet : transport des cendres de l’émir Abd El-Kader à Alger.

- 6 juillet : entrée en vigueur de la Constitution qui fait du Malawi une république. Le Malawi Congress Party (MCW) devient le parti unique[27]. Hastings Kamuzu Banda, élu président le 22 mai, entre en fonction[28].
- 8 juillet : le roi du Burundi Mwambutsa IV est déposé par son fils le prince Charles Ndizeye, intronisé mwami le 1er septembre sous le nom de Ntare V, dit le Lion (déposé lui-même le 28 novembre)[29].
- 24 juillet-25 septembre : mutinerie du régiment de gendarmes katangais de Baka dirigé par le colonel Ferdinand Tshipola au Congo-Kinshasa[30].
- 29 juillet : le président du Nigeria Johnson Aguiyi-Ironsi, un Igbos, est assassiné[8].
- 1er août : le général Yakubu Gowon arrive au pouvoir au Nigeria et instaure un gouvernement fédéral militaire[31].
- 25 août : Charles de Gaulle est accueilli à Djibouti par de violentes manifestations en faveur de l’indépendance[32].
- 26 août : début de la guérilla en Namibie contre le pouvoir sud-africain, à la suite d’un accrochage à Omgulumbashe dans l’Ovamboland entre la SWAPO et la police sud-africaine[33] (fin en 1987). Elle fera plus de 20 000 morts dont 11 000 pour la SWAPO.

- 6 septembre : assassinat du Premier ministre d’Afrique du Sud Hendrik Verwoerd par un employé parlementaire, Dimitri Tsafendas, interné pour déséquilibre mental. John Vorster lui succède[34].
- 16 septembre : remaniement ministériel au Mali à la suite du départ de quatre ministres importants[35].
- 19-29 septembre : de nouveaux massacres font plus de 10 000 à 30 000 victimes parmi les Igbos et les Efik au nord du Nigeria. L’exode continue et 1,5 million d’Igbos retournent dans leur province d’origine[18].
- 30 septembre : indépendance du Botswana et entrée en vigueur de la Constitution[36].

- 4 octobre : création du Lesotho[37].
- 17 octobre : les Nations unies retirent son mandat sur le Sud-Ouest africain à l’Afrique du Sud[38].
- 21 novembre : coup d’État manqué au Togo contre Nicolas Grunitzky[39].
- 28 novembre : coup d’État militaire au Burundi. Établissement de la République présidée par le capitaine Michel Micombero[29].
- 31 décembre : le Gouvernement congolais nationalise l’UMHK, activités et propriétés, la rebaptisant Gécamines (Société générale des Carrières et des Mines), une entreprise d’état[40].

### Amérique
- 7 janvier, Pérou : Guillermo Lobatón, chef de la guérilla Túpac Amaru, est arrêté et tué avec 8 autres guérilleros près du río Sotziqui (province de Satipo)[41]. La répression de la guérilla rurale menée par le Mouvement de la gauche révolutionnaire (MIR), fait plusieurs milliers de morts et discrédite le régime de Belaúnde[42].

- 26 mai : indépendance du Guyana[43].

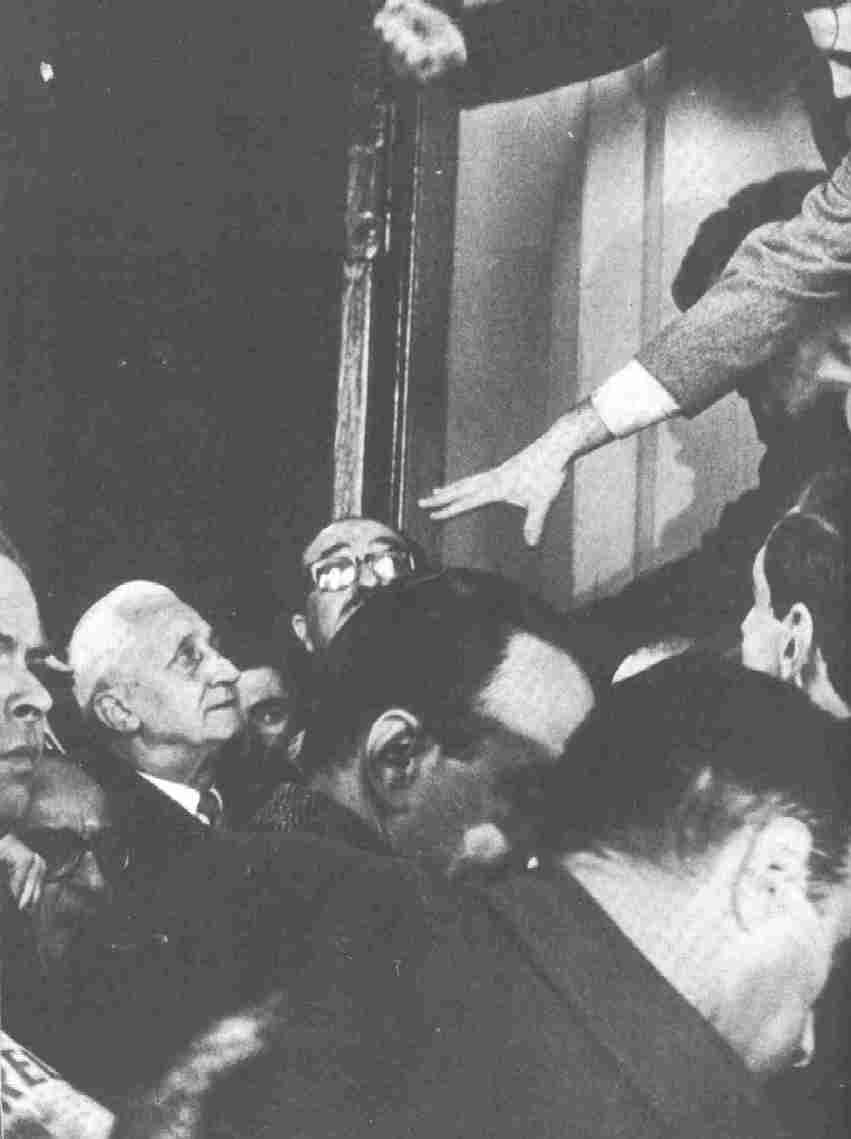
28 juin : coup d’État militaire en Argentine.

- 28 juin : coup d’État militaire en Argentine. Arturo Umberto Illia est renversé. Le général Juan Carlos Onganía prend le pouvoir, proclame la « Révolution argentine » (Revolución Argentina) et met sur pied un régime bureaucratique-autoritaire. Le général Juan Carlos Onganía devient président de la Nation argentine le 29 juin[44].

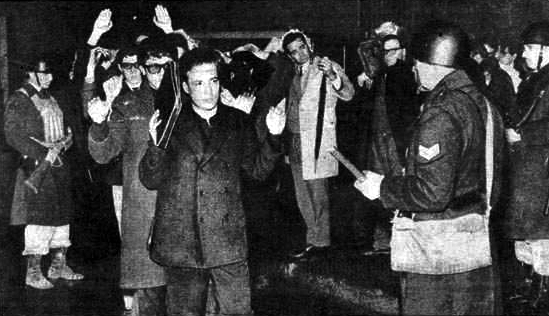
29 juillet : nuit des Longs Bâtons en Argentine.

- 29 juillet : nuit des Longs Bâtons (Noche de los Bastones Largos (es)) en Argentine. La police déloge les professeurs et les étudiants qui ont investi cinq universités[45].

- 27 novembre : un référendum approuve une constitution en Uruguay qui rétablit le système présidentiel. Le même jour, le Parti colorado remporte les élections législatives. Óscar Diego Gestido est élu président[46].
- 30 novembre : indépendance de la Barbade[43].

- Début de la guérilla de l’Araguaia, menée par le Parti communiste du Brésil contre la dictature militaire au Brésil, réprimé en 1972-1974[47].

### Asie et Pacifique
- 4-10 janvier : conférence de Tachkent. Rétablissement des relations diplomatiques entre l’Inde et le Pakistan. Les deux pays acceptent de revenir à leurs positions antérieures. Il n’est pas question du Cachemire[48].
- 7-13 janvier : opération Crimp au Viêt Nam. Les forces armées américaines et australiennes marchent contre le Ho Bo Woods, bastion Viet Cong à l’ouest du « Triangle de Fer » (province de Bình Dương)[49].
- 15 janvier : traités d’amitié et d’assistance entre la Mongolie et l’Union soviétique[50], renouvelés en 1986.
- 19 janvier : Indira Gandhi, fille de Jawaharlal Nehru, est désignée par le Parti du Congrès, à une forte majorité, pour succéder à Lal Bahadur Shastri, mort à Tachkent le 11 janvier, comme Premier ministre de l’Inde[51] ; elle prête serment le 24 janvier et forme immédiatement son gouvernement (1965-1977 et 1980-1984)[52].

- 24 février : bataille de Nha Do-Bong Trang près de Thu Dau Mot au Viêt Nam[53].

- 11 mars, Indonésie : le général Soeharto, qui avait fait encercler le palais présidentiel par l’armée, obtient les pleins pouvoirs de Soekarno en lui faisant signer une Surat Perintah Sebelas Maret (Supersemar) ou « ordonnance du 11 mars », par laquelle le président transfère formellement le pouvoir au général[54].

- 12 avril : les B-52 américains commencent à bombarder le Viêt Nam du Nord[55].

- 18 avril : Mao lance la révolution culturelle en Chine[56] ; la formule est employée pour la première fois dans l’éditorial du Journal de l’Armée.
- 26 avril : violent tremblement de terre à Tachkent, Ouzbékistan[57].

- 16 mai, Chine : une circulaire condamne les « Thèses de février » et dissout le « Groupe des Cinq chargé de la révolution culturelle » dirigé par Peng Zhen. Chen Boda prend la tête du Groupe de la révolution culturelle. Le 25 mai, les professeurs de l’Université de Pékin conduits par Nie Yuanzi lancent une campagne contre le recteur Lu Ping, accusé de révisionnisme sur un dazibao repris dans la presse le 1er juin[58].

- 12 juin : inondation qui cause de graves dommages et fait 64 morts.

- 13 juin, Chine : les étudiants des universités et les élèves du secondaire sont mis en vacances pour une durée indéterminée afin de participer à la révolution culturelle[59].
- 19 juin : fondation à Bombay du mouvement nationaliste hindou Shiv Sena (« Armée de Shivaji », du nom du fondateur de l’Empire marathe au XVIIe siècle) par Bal Thackeray, un dessinateur de presse[60].
- 20 juin-5 juillet, Indonésie : Soekarno est déchu du titre de « président à vie » et de « chef suprême de la révolution » lors de la session du Congrès consultatif populaire[61]. Il conserve un droit de regard nominal sur les affaires gouvernementales[62]. Un présidium prend le pouvoir, composé de Soeharto (représentant de l’armée), d’Adam Malik (du parti Murba (en), « marxiste national »), de Hamengkubuwono IX (proche du Parti socialiste indonésien interdit en 1960), Idham Chalid (Nahdlatul Ulama) et Samusi Hardjdinata (droite du Parti national indonésien). Un remaniement a lieu le 11 octobre[63].

- 2 juillet : début des essais nucléaires français sur les atolls de Moruroa et Fangataufa[64].

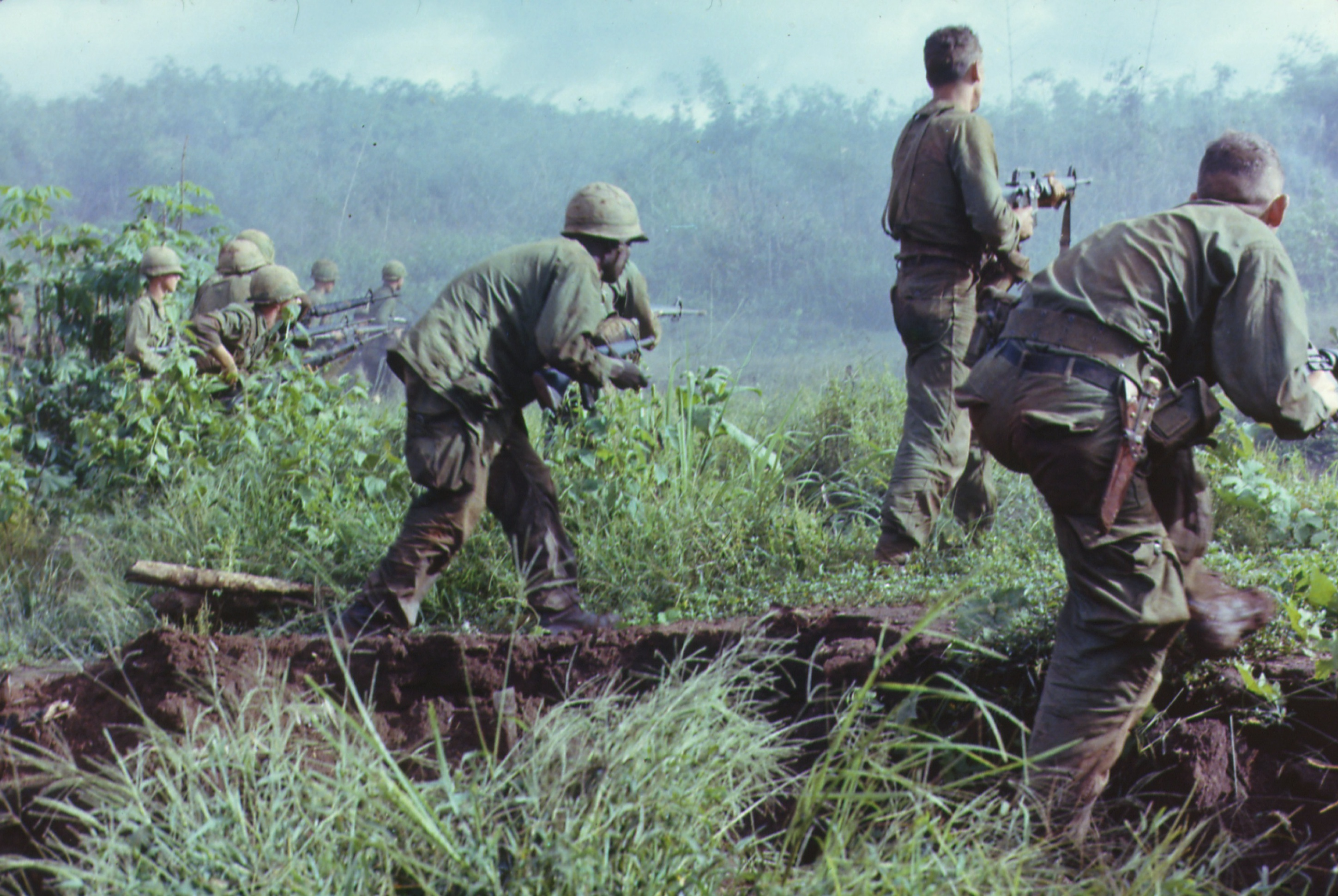
Guerre du Viêt Nam : soldats américains à Dak To le 6 juillet.

- 15 juillet-3 août : opération Hastings (en) dans la vallée de Song Ngan, le long du 17e parallèle au Viêt Nam[65].

- 1er-12 août : le onzième plénum du comité central du Parti communiste chinois écarte du Bureau politique Liu Shaoqi, Chen Yun et Deng Xiaoping ; le 8 août, à l’instigation de Mao, une circulaire en seize points est adoptée qui lance officiellement la « révolution culturelle »[58].
- 18 août :
  - naissance du mouvement des Gardes rouges en Chine lors d’une manifestation rassemblant Mao Zedong, Lin Biao et près d’un million de jeunes sur la place Tian’anmen[58].
  - bataille de Long Tan au Viêt Nam[66].

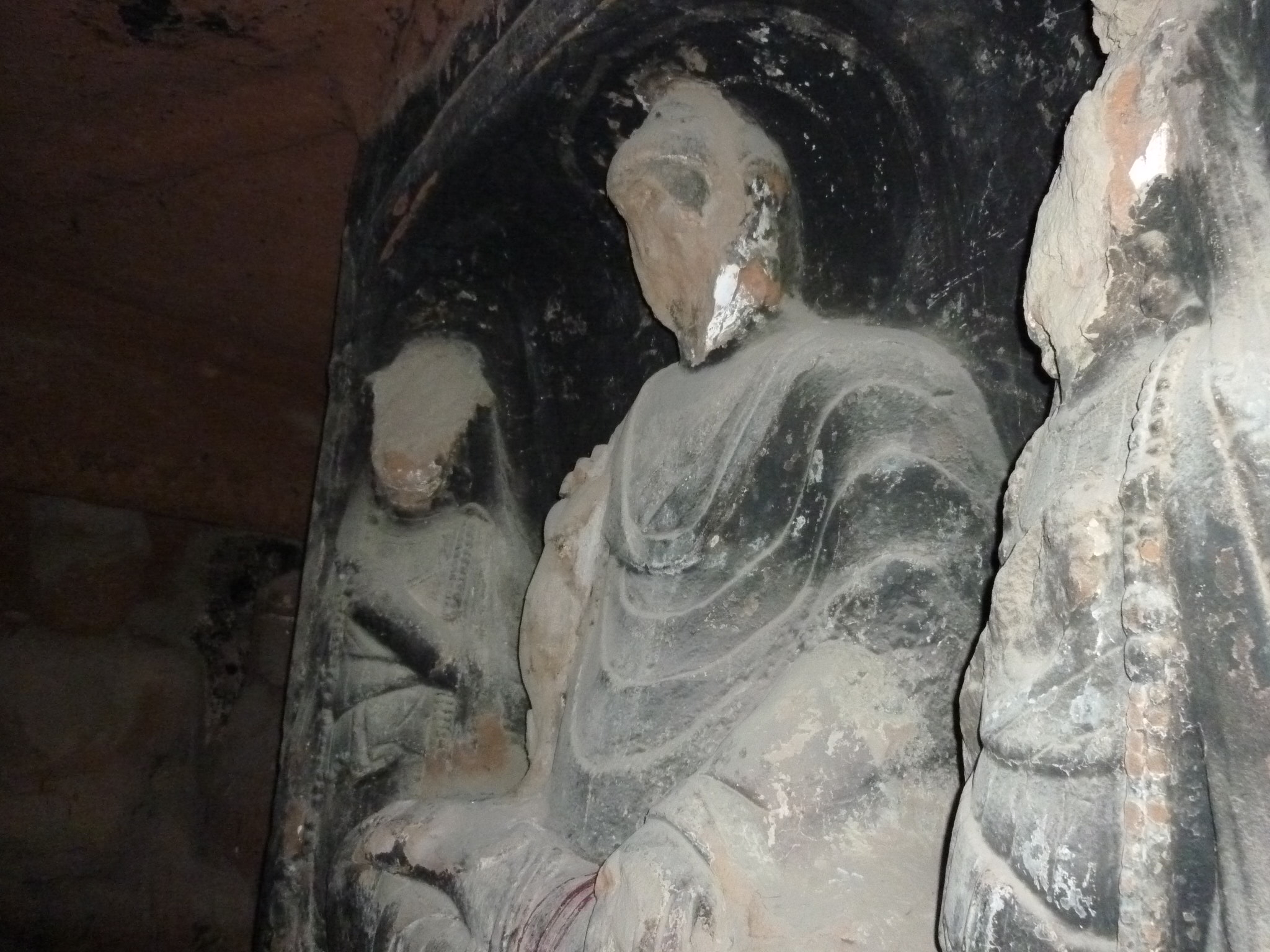
Statues du Bouddha détruites pendant la révolution culturelle au Tibet ; les Gardes rouges, chinois mais aussi tibétains, intensifient les persécutions antireligieuses, et dynamitent des centaines de monastères et de monuments bouddhistes, témoignages de l’ancien régime : monastères, châteaux, livres, statues, peintures, chortens et toute marques de « superstitions » sont anéanties.

- 19 août, Tibet : cinquante mille jeunes gens se réunissent à Lhassa pour célébrer la révolution culturelle[67]. Le 24 août, le lycée de Lhassa et l’École de formation d’enseignants du Tibet créent le premier mouvement des Gardes rouges locales[68]. Le lendemain, le temple de Jokhang est mis à sac[69].
- 23 août : début de la grève des gardiens de bétail gurindji contre les bas salaires et les conditions de vie des aborigènes d’Australie[70].

- 1er septembre : discours de Phnom Penh. Pas de solution militaire au Viêt Nam, dit Charles de Gaulle, qui demande l’évacuation des forces américaines et une négociation de paix[71].
- 11 septembre : les élections législatives cambodgiennes donnent la majorité aux candidats appartenant à l’aile droite du Sangkum[72].

- 4 octobre, Chine : Lin Biao annonce la diffusion massive du Petit Livre rouge de Mao Zedong[73].
- 23 octobre : première autocritique publique de Liu Shaoqi en Chine[74].
- 24-30 octobre : dixième congrès du parti communiste japonais, qui prend ses distances avec Moscou et Pékin[75]. Dans les mois qui suivent, il rompt avec le Parti communiste chinois à la suite de la révolution culturelle[76].
- 25 octobre :
  - Subandrio, ancien ministre des Affaires étrangères indonésien est condamné à mort[77].
  - le général Lon Nol devient Premier ministre au Cambodge[78].

- 1er novembre, Inde : une loi votée le 18 septembre divise le Penjab en trois États : le Penjab, l’Haryana et l’Himachal Pradesh[79]. L’Haryana a été dissocié du Penjab aux fins de satisfaire à la demande des Sikhs.
- 6 novembre : le Premier ministre indien Indira Gandhi visite les zones touchées par la sécheresse au Bihar et décrit la situation comme grave[80]. Une grande famine affecte la région jusqu’en septembre 1967.
- 26 novembre : élections fédérales australiennes[81].

- 3 décembre, Taïwan : ouverture de la première zone franche industrielle du pays à côté du port de Kaohsiung[82], elle sera suivie par deux autres en 1969.
- 27 décembre, Chine : cent mille « Gardes rouges », réunis dans le stade des ouvriers de Pékin, conspuent le président Liu Shaoqi et le Secrétaire général du Parti communiste chinois Deng Xiaoping, dénoncés comme « traîtres »[83].

### Proche-Orient
- 11-26 février : visite en Union soviétique du commandant des forces navales égyptiennes Sulayman ’Izzat[84] ; il signe un accord qui permet la visite de navires soviétiques dans les ports de Sollum, d’Alexandrie et de Port-Saïd[85]. Nasser accorde également des visites à la Turquie, à la France et aux États-Unis pour montrer son indépendance politique.
- 23 février : l’armée organise un coup d’État en Syrie. La faction radicale prend le pouvoir. Un triumvirat est formé avec Salah Jedid, Noureddine al-Atassi et Hafez el-Assad. Michel Aflak et Bitar sont arrêtés, puis contraints à l’exil[86]. La faction sunnite du Parti Baas est éliminée des responsabilités politiques. Alaouites et Druzes s’affrontent pour la conquête du champ politique.

- 13 avril : mort dans un accident d’hélicoptère du Président d’Irak Abdel Salam Aref, qui est remplacé le 16 avril à la tête de l’État par son frère Abdul Rahman Aref[87].

- 1er mai : assassinat à Kamchiche, village au Nord du Caire, de Salah Hussein, un leader local de l’Union socialiste arabe par une famille féodale, les Fikki, qu’il accuse de détenir plus de terres que la loi le permet[88]. Le 11 mai, Nasser annonce la création d’un comité contre la féodalité en Égypte dirigé par le général Amer[89]. Environ 30 000 ha sont mis sous séquestre.
- 12 mai : les Peshmerga du général Barzani mettent en déroute deux divisions irakiennes[87].
- 20 mai : les États-Unis confirment leur intention de livrer pour la première fois des avions tactiques à l’État d’Israël[90].
- 14 juin : la Jordanie rompt ses relations avec l’OLP qui tente de s’implanter en Cisjordanie[91].

- 29 juin : un accord de paix qui reconnait « les droits nationaux des Kurdes » est signé entre Moustapha Barzani et le Président irakien Abdul Rahman Aref[87].

- 8 septembre : les Druzes tentent de s’emparer du pouvoir en Syrie mais sont vaincus et doivent se disperser. Les officiers alaouites, désormais seuls au pouvoir, forment le Néo-Baath à la fin de l’année[86]. Il se rapproche de l’Égypte et rétablit les relations diplomatiques rompues en 1961. Il soutient l’OLP et laisse se multiplier les incidents dans la région du Golan.
- Septembre : création à Damas de la Sa'iqa (foudre), branche militaire du Baath syrien, qui veut libérer la Palestine par son intégration à la Syrie[92].

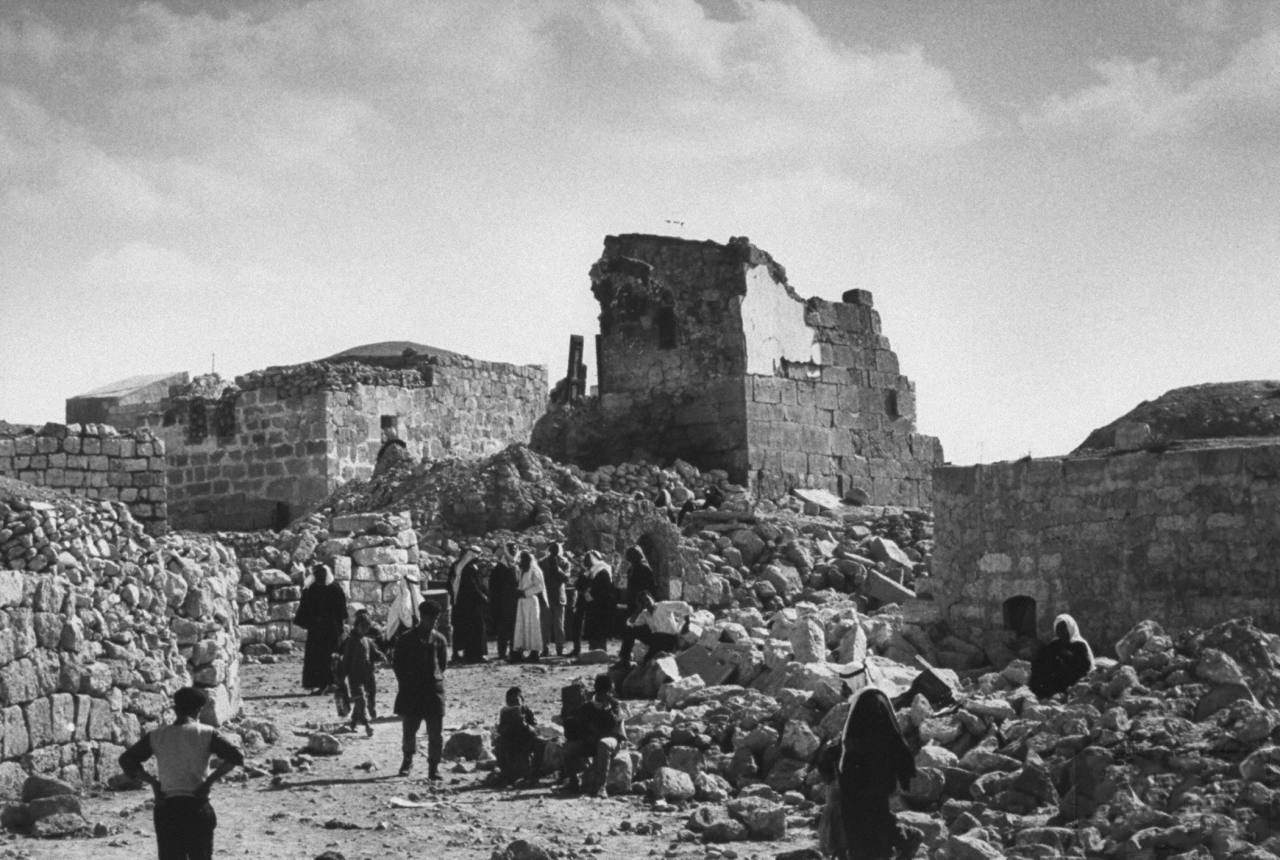
13 novembre : incident de Samu.

- 13 novembre : les forces armées israéliennes lancent un raid de représailles contre le village de As-Samu en Cisjordanie deux jours après la mort de trois parachutistes israéliens, tués par une mine à la frontière au sud d’Hébron. L’attaque fait 18 morts et plus de 130 blessés. 125 maisons sont détruites. Des émeutes éclatent en Cisjordanie[93].

### Europe
- 17 janvier : accident nucléaire de Palomares au large des côtes espagnoles[94].
- 25 janvier[95] : création au Royaume-Uni d’un Conseil des restructurations industrielles pour faciliter la concentration industrielle (naissance de British Leyland et de International Computers Limited en 1968). Création d’un Conseil national de la recherche et du développement[96].
- 30 janvier : le « Compromis de Luxembourg » réintroduit le vote à l’unanimité dans les instances européennes, la France achève sa politique de la chaise vide[97].

- 15 mars : présentation aux Cortès de la loi sur la presse de Manuel Fraga Iribarne levant la censure préalable en Espagne[98].
- 7 mars : la France se retire du commandement intégré de l’OTAN[99].
- 23 mars : le pape Paul VI reçoit à Rome le Dr Michael Ramsey, archevêque de Cantorbéry. Depuis près de quatre siècles, les deux Églises ne se fréquentaient plus. Ce jour-là, ils décident de créer une commission mixte anglicane-catholique[100].
- 31 mars : victoire travailliste aux législatives au Royaume-Uni[101].

- 4 mai : Fiat conclut un important accord pour la construction d’une usine à Togliatti, en Union soviétique[102].
- 18 mai-16 juin : un béluga (baleine blanche), surnommé Moby remonte le Rhin jusqu’à Bonn[103].
- 21 mai : formation des Forces de défense d’Ulster (UVF, protestants), qui mènent des opérations anticatholiques en Irlande du Nord[104].

- 7-8 juin : réunion ministérielle des États membres de l’OTAN à Bruxelles ; ils décident de transférer en Belgique le SHAPE (Supreme Headquarters Allied Powers in Europe)[105].
- 20 juin-1er juillet : voyage de Charles de Gaulle à Moscou. Par leur déclaration commune du 30 juin, la France et l’Union soviétique inaugurent une « politique de détente, d’entente et de coopération »[106].
- 24 juin : suppression de l’Index sous Paul VI après le concile Vatican II[107].

- 1er juillet : destitution du vice-président Aleksandar Ranković, opposé à la décentralisation et à la libéralisation politique menée depuis juillet 1965 en république fédérative socialiste de Yougoslavie[108].

- 6 août : inauguration du Pont Salazar, à Lisbonne sur le Tage, alors le pont suspendu le plus long d’Europe, renommé après la révolution des Œillets, le pont du 25 avril[109].

- 15 septembre : mise à flot du Resolution, premier sous-marin britannique équipé de 16 missiles Polaris[110].

- 1er octobre : l’avortement est interdit en Roumanie[111].
- 21 octobre : glissement de terrain d’un terril à Aberfan, au pays de Galles provoquant la mort de 144 personnes dont 116 enfants[112].
- 26 octobre : le Conseil de l’OTAN décide officiellement de transférer son quartier général à Bruxelles[113].

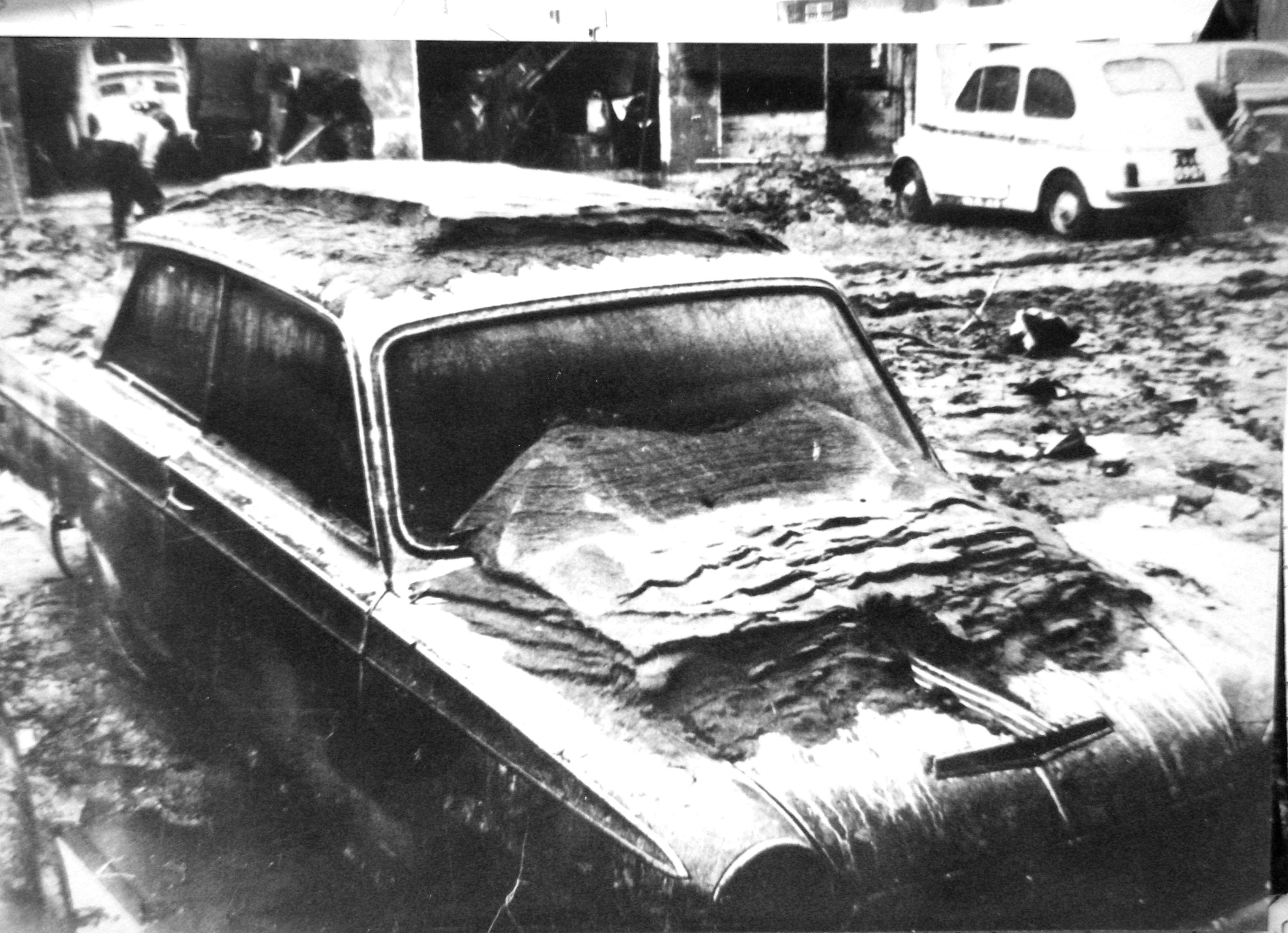
4 novembre : inondations de Florence.

- 4 novembre : inondations catastrophiques à Florence et à Venise[114].
- 13 novembre : première réunion à Londres des membres du Tribunal international contre les crimes de guerre au Vietnam, le tribunal Russell, tribunal d’opinion mis en place par les philosophes Bertrand Russell et Jean-Paul Sartre[115].
- 15 novembre : la créatrice de mode Mary Quant (l’inventrice de la minijupe) se voit conférer l’ordre de l’Empire britannique[116].
- 22 novembre :
  - élections législatives danoises[117].
  - en Espagne, la Loi organique de l’État est présentée aux Cortes par le général Franco. La réforme constitutionnelle est approuvée par référendum le 14 décembre et publiée dans le bulletin officiel le 10 janvier 1967 : séparation des pouvoirs entre le chef de l’état et le chef du gouvernement (le premier nomme le second) ; élargissement des Cortes à des membres élus par les chefs de famille et les femmes mariées[118].
- 1er décembre : gouvernement de « grande coalition » formé par Kurt Georg Kiesinger (CDU) en RFA. Willy Brandt prend les fonctions de vice-chancelier et le portefeuille des Affaires étrangères[119].

## Fondations en 1966
- 9 octobre : fondation par Paul VI des six diocèses d'Île-de-France[120] :
  - Créteil (cathédrale Saint-Louis-et-Saint-Nicolas de Choisy-le-Roi) ;
  - Évry-Corbeil-Essonnes (cathédrale Saint-Spire de Corbeil-Essonnes) ;
  - Nanterre (cathédrale Sainte-Geneviève-et-Saint-Maurice de Nanterre) ;
  - Pontoise (cathédrale Saint-Maclou de Pontoise) ;
  - Saint-Denis (cathédrale Basilique Saint-Denis).

## Décès en 1966

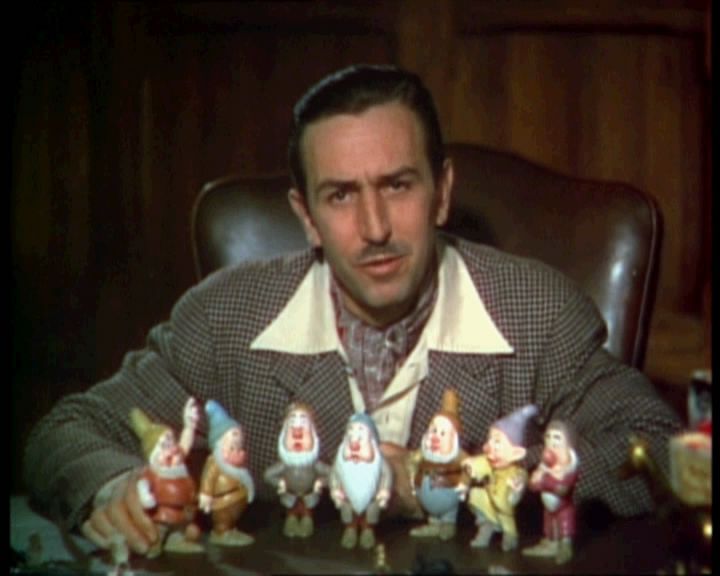
Walt Disney.

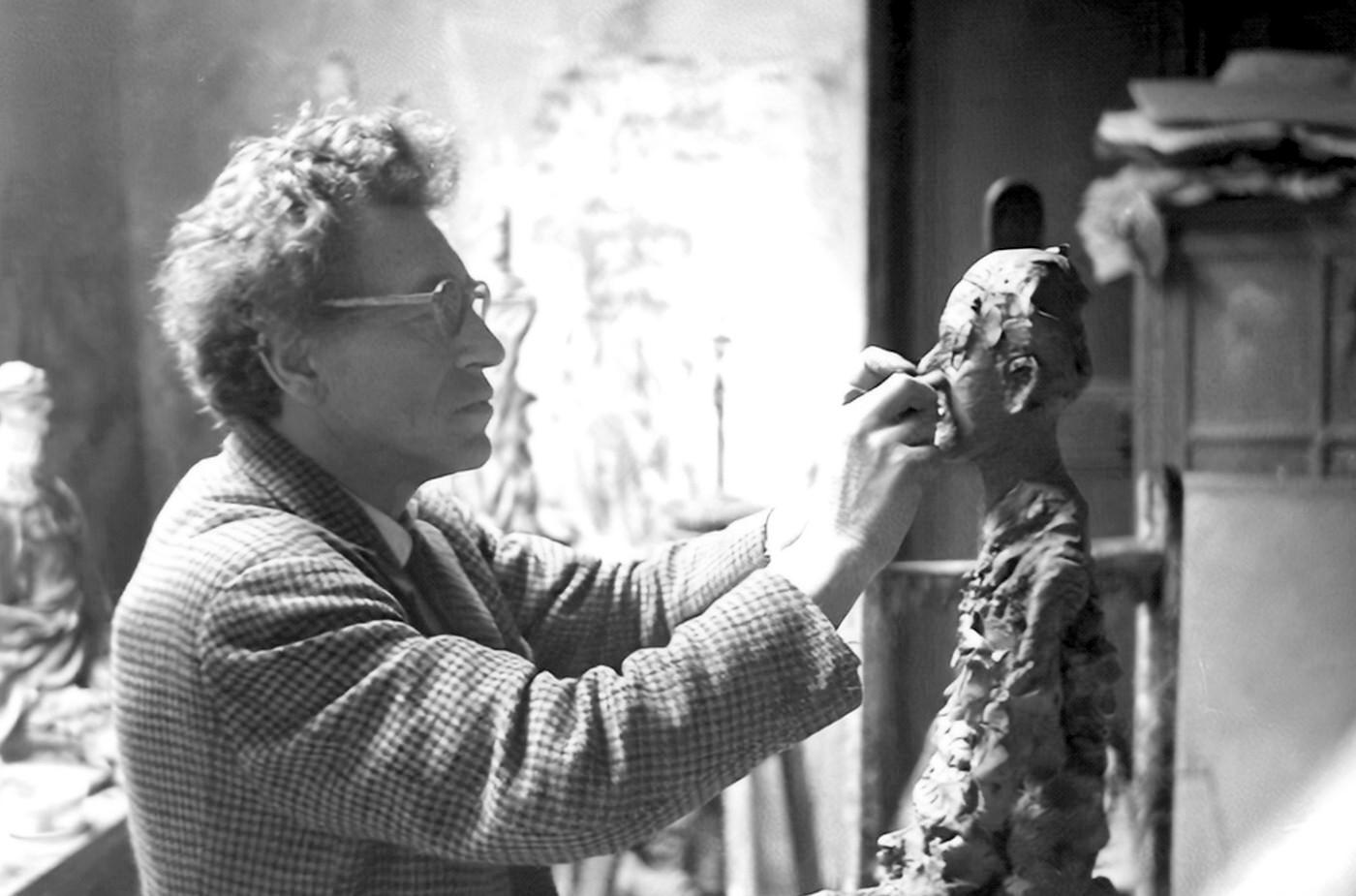
Alberto Giacometti

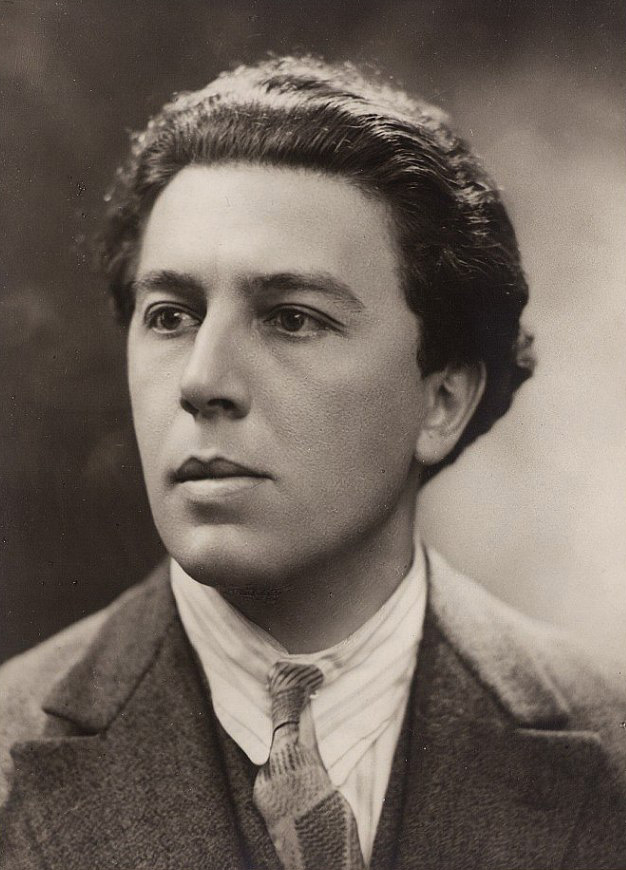
André Breton

Personnalités majeures décédées en 1966
- 1er janvier : Vincent Auriol (homme politique français)
- 6 janvier : Jean Lurçat (peintre et créateur de tapisseries français)
- 11 janvier : Alberto Giacometti (sculpteur et peintre suisse)
- 1er février : Buster Keaton (acteur et cinéaste américain)
- 20 février : Chester Nimitz (militaire américain)
- 13 avril : Georges Duhamel (écrivain français)
- 7 juin : Jean Arp (sculpteur, peintre et poète français)
- 23 juillet : Montgomery Clift (acteur américain)
- 21 septembre : Paul Reynaud (homme politique français)
- 28 septembre : André Breton (poète et écrivain français)
- 8 octobre : Célestin Freinet (pédagogue français)
- 15 décembre : Walt Disney (dessinateur, cinéaste et producteur américain)